# Nathaniel Gleed
Nathaniel George Gleed (Havering, 30 agosto 1997) è un attore britannico.

## Biografia e Carriera
Nathaniel è nato a Havering, Inghilterra. Ha un fratello più grande di nome Tim nato il 6 gennaio 1991. Ha iniziato a recitare all'età di 3 anni. All'età di 4-6 anni ha interpretato il ruolo di  Liam Butcher nella soap opera EastEnders dal 2002 al 2004, sostituito poi, nel 2008, dall'attore James Forde. È anche apparso nella serie televisiva Green Wing, in Bedtime e Man/Woman. Ha interpretato il ruolo principale di Lucas nel cortometraggio Rotten Apple, che ha vinto il  Prix Up al Berlin Festival 2007.
Ha ottenuto un riconoscimento per il ruolo di Tommy in Tommy Zoom.
Inoltre ha interpretato il ruolo di Freddy nel film Shifty, e James, da protagonista, nel cortometraggio Slapper - il debutto alla regia di Chiwetel Ejiofor con Iain Glen e Bill Nigh, mostrato per la prima volta all'Edinburgh Film Festival nel mese giugno 2008.
Nel 2007 ha interpretato il giovane James May nel documentario James May: My Sisters' Top Toys. Nathaniel interpreta il ruolo del giovane Archie nel film Demons Never Die, ha interpretato anche Williams Sykes nel cortometraggio Migwitch scritto e diretto da Sam Supple.
È un appassionato golfista.

## Filmografia

### Cinema
- Shifty, regia di Eran Creevy (2008)
- Demons Never Dies, regia di Arjun Rose (2011)

### Televisione
- EastEnders – serie TV, 20 episodi (2002-2004)
- Bedtime – serie TV, episodio 3x03 (2003)
- Green Wing – serie TV, episodio 1x07 (2004)
- Pulling – serie TV, episodio 1x04 (2006)
- Emma – miniserie TV, episodio 1x03 (2009)
- The Incredible Adventures of Professor Branestawm, regia di Sandy Johnson – film TV (2014)
- Casuality – serie TV, episodio 30x15 (2015)
- The Eichmann Show - Il processo del secolo (The Eichmann Show), regia di Paul Andrew Williams – film TV (2015)